# Llista de topònims de Pont de Molins
Llista de topònims (noms propis de lloc) del municipi de Pont de Molins, a l'Alt Empordà
Informació actualitzada per un bot. Els canvis manuals es perdran quan s'actualitzi!

## barraca de vinya
| imatge | Nom                                         | Ubicat a       | instància de     | Detalls                     | coordenades | Protecció                   | Commons (més fotos) | Dades a WD                    |
| ------ | ------------------------------------------- | -------------- | ---------------- | --------------------------- | ----------- | --------------------------- | ------------------- | ----------------------------- |
|        | Barraca de pedra seca al Mas del Cotó 47    | Pont de Molins | barraca de vinya | Estil: arquitectura popular |             | bé cultural d'interès local |                     | Modifica les dades a Wikidata |
|        | Barraca de pedra seca al Mas del Cotó 60    | Pont de Molins | barraca de vinya | Estil: arquitectura popular |             | bé cultural d'interès local |                     | Modifica les dades a Wikidata |
|        | Barraca de pedra seca al Pla del Roure 21   | Pont de Molins | barraca de vinya | Estil: arquitectura popular |             | bé cultural d'interès local |                     | Modifica les dades a Wikidata |
|        | Barraca de pedra seca al Pla del Roure 23   | Pont de Molins | barraca de vinya | Estil: arquitectura popular |             | bé cultural d'interès local |                     | Modifica les dades a Wikidata |
|        | Barraca de pedra seca al Pla del Roure 24   | Pont de Molins | barraca de vinya | Estil: arquitectura popular |             | bé cultural d'interès local |                     | Modifica les dades a Wikidata |
|        | Barraca de pedra seca al Pla del Roure 26   | Pont de Molins | barraca de vinya | Estil: arquitectura popular |             | bé cultural d'interès local |                     | Modifica les dades a Wikidata |
|        | Barraca de pedra seca al dipòsit d'aigua 36 | Pont de Molins | barraca de vinya | Estil: arquitectura popular |             | bé cultural d'interès local |                     | Modifica les dades a Wikidata |

## casa
| imatge | Nom                             | Ubicat a       | instància de | Detalls                                  | coordenades                                                                               | Protecció                                  | Commons (més fotos)                              | Dades a WD                    |
| ------ | ------------------------------- | -------------- | ------------ | ---------------------------------------- | ----------------------------------------------------------------------------------------- | ------------------------------------------ | ------------------------------------------------ | ----------------------------- |
|        | Ca la Pastora                   | Pont de Molins | casa         | Estil: arquitectura popular              | 42° 18′ 52″ N, 2° 55′ 28″ E / 42.3144°N,2.92448°E ca:Carretera de Les Escaules            | bé cultural d'interès local                | Ca la Pastora (Pont de Molins)                   | Modifica les dades a Wikidata |
|        | Ca n'Amiel i Molins             | Pont de Molins | casa         | Estil: arquitectura popular              | 42° 18′ 48″ N, 2° 55′ 45″ E / 42.313321°N,2.929132°E                                      | bé integrant del patrimoni cultural català | Ca n'Amiel i Molins (Pont de Molins)             | Modifica les dades a Wikidata |
|        | Can Cufí                        | Pont de Molins | casa         | Estil: arquitectura popular              | 42° 18′ 55″ N, 2° 55′ 18″ E / 42.3153°N,2.92168°E                                         | bé cultural d'interès local                | Can Figueras Buach (Pont de Molins)              | Modifica les dades a Wikidata |
|        | Can Jordà                       | Pont de Molins | casa         | Estil: arquitectura popular              | 42° 18′ 56″ N, 2° 55′ 15″ E / 42.3156°N,2.9207°E ca:Plaça Carles Jordà Fages              | bé cultural d'interès local                | Can Jordà (Pont de Molins)                       | Modifica les dades a Wikidata |
|        | Can Masnou                      | Pont de Molins | casa         | Estil: arquitectura popular              | 42° 18′ 55″ N, 2° 55′ 52″ E / 42.315146°N,2.931193°E                                      | bé cultural d'interès local                | Can Masnou (Pont de Molins)                      | Modifica les dades a Wikidata |
|        | Can Nei                         | Pont de Molins | casa         | Estil: arquitectura popular              | 42° 18′ 57″ N, 2° 55′ 15″ E / 42.3157°N,2.92097°E                                         | bé cultural d'interès local                | Can Nei (Pont de Molins)                         | Modifica les dades a Wikidata |
|        | Casa Sagrera                    | Pont de Molins | casa         | Estil: arquitectura popular              | 42° 18′ 55″ N, 2° 55′ 15″ E / 42.3153°N,2.92071°E                                         | bé cultural d'interès local                | Casa Sagrera (Pont de Molins)                    | Modifica les dades a Wikidata |
|        | casa Romaguera                  | Pont de Molins | casa         | Estil: arquitectura popular 18th century | 42° 18′ 56″ N, 2° 55′ 16″ E / 42.315442°N,2.921005°E ca:Pl. de l'Església, Molins 46 msnm | bé cultural d'interès local                | Casa Romaguera (Pont de Molins)                  | Modifica les dades a Wikidata |
|        | casa al carrer del Pont, 10     | Pont de Molins | casa         | Estil: arquitectura popular              | 42° 18′ 51″ N, 2° 55′ 46″ E / 42.314069°N,2.929447°E                                      | bé cultural d'interès local                | Casa al carrer del Pont, 10 (Pont de Molins)     | Modifica les dades a Wikidata |
|        | casa al carrer del Pont, 20     | Pont de Molins | casa         | Estil: arquitectura popular              | 42° 18′ 52″ N, 2° 55′ 49″ E / 42.314371°N,2.930229°E                                      | bé cultural d'interès local                | Casa al carrer del Pont, 20 (Pont de Molins)     | Modifica les dades a Wikidata |
|        | casa al carrer del Pont, 8      | Pont de Molins | casa         | Estil: arquitectura popular              | 42° 18′ 51″ N, 2° 55′ 46″ E / 42.314056°N,2.929356°E                                      | bé cultural d'interès local                | Casa al carrer del Pont, 8 (Pont de Molins)      | Modifica les dades a Wikidata |
|        | cases al carrer Molins, 10 i 11 | Pont de Molins | casa         | Estil: arquitectura popular              | 42° 18′ 57″ N, 2° 55′ 11″ E / 42.315814°N,2.919719°E                                      | bé integrant del patrimoni cultural català | Cases al carrer Molins, 10 i 11 (Pont de Molins) | Modifica les dades a Wikidata |

## castell
| imatge | Nom                 | Ubicat a             | instància de | Detalls                      | coordenades                                          | Protecció                                            | Commons (més fotos)                  | Dades a WD                    |
| ------ | ------------------- | -------------------- | ------------ | ---------------------------- | ---------------------------------------------------- | ---------------------------------------------------- | ------------------------------------ | ----------------------------- |
|        | Castell de Molins   | Pont de Molins       | castell      | Estil: arquitectura romànica | 42° 18′ 50″ N, 2° 55′ 12″ E / 42.313835°N,2.919992°E | bé d'interès cultural bé cultural d'interès nacional | Castell de Molins (Pont de Molins)   | Modifica les dades a Wikidata |
|        | Castell de Montmarí | Pont de Molins Llers | castell      | Estil: arquitectura romànica | 42° 18′ 59″ N, 2° 54′ 21″ E / 42.316519°N,2.905913°E | bé d'interès cultural bé cultural d'interès nacional | Castell de Montmarí (Pont de Molins) | Modifica les dades a Wikidata |

## curs d'aigua
| imatge | Nom                 | Ubicat a            | instància de | Detalls                                               | coordenades | Protecció | Commons (més fotos) | Dades a WD                    |
| ------ | ------------------- | ------------------- | ------------ | ----------------------------------------------------- | --- | --------- | ------------------- | ----------------------------- |
|        | Llobregat d'Empordà | Alt Empordà         | curs d'aigua | Desemboca: Muga Conca: 853.8km²                       | 42° 19′ 51″ N, 2° 57′ 21″ E / 42.3307°N,2.95577°E 28 msnm                                                              |           | Llobregat d'Empordà | Modifica les dades a Wikidata |
|        | Muga                | Comarques gironines | curs d'aigua | Desemboca: mar Mediterrània Llarg: 70km Conca: 961km² | 42° 21′ 23″ N, 2° 34′ 01″ E / 42.356279°N,2.567071°E 42° 14′ 07″ N, 3° 07′ 31″ E / 42.235380930036°N,3.1252241134644°E |           | Muga                | Modifica les dades a Wikidata |

## edifici
| imatge | Nom                                    | Ubicat a       | instància de | Detalls                        | coordenades                                                                  | Protecció                                  | Commons (més fotos)                       | Dades a WD                    |
| ------ | -------------------------------------- | -------------- | ------------ | ------------------------------ | ---------------------------------------------------------------------------- | ------------------------------------------ | ----------------------------------------- | ----------------------------- |
|        | Can Grida                              | Pont de Molins | edifici      | Estil: arquitectura popular    | 42° 18′ 52″ N, 2° 55′ 36″ E / 42.31446°N,2.9267°E                            | bé cultural d'interès local                |                                           | Modifica les dades a Wikidata |
|        | Celler del Sindicat Agrícola Ricardell | Pont de Molins | edifici      | Estil: arquitectura popular    | 42° 19′ 17″ N, 2° 55′ 53″ E / 42.32147°N,2.93134°E                           | bé integrant del patrimoni cultural català |                                           | Modifica les dades a Wikidata |
|        | Escoles                                | Pont de Molins | edifici      | Estil: arquitectura popular    | 42° 18′ 53″ N, 2° 55′ 35″ E / 42.31467°N,2.92636°E                           | bé cultural d'interès local                | Escola de Pont de Molins                  | Modifica les dades a Wikidata |
|        | Farinera d'en Jordà                    | Pont de Molins | edifici      | Estil: arquitectura popular    | 42° 19′ 00″ N, 2° 54′ 52″ E / 42.3168°N,2.91438°E                            | bé cultural d'interès local                | Molí-farinera d'en Jordà (Pont de Molins) | Modifica les dades a Wikidata |
|        | Farinera de Sant Lluís                 | Pont de Molins | edifici      | Estil: arquitectura modernista | 42° 18′ 41″ N, 2° 55′ 58″ E / 42.3113°N,2.93287°E ca:carretera N-II, km. 769 | bé cultural d'interès local                | Farinera de Sant Lluís (Pont de Molins)   | Modifica les dades a Wikidata |

## església
| imatge | Nom                               | Ubicat a       | instància de      | Detalls                                       | coordenades                                       | Protecció                                                               | Commons (més fotos)                         | Dades a WD                    |
| ------ | --------------------------------- | -------------- | ----------------- | --------------------------------------------- | ------------------------------------------------- | ----------------------------------------------------------------------- | ------------------------------------------- | ----------------------------- |
|        | Canònica de Santa Maria del Roure | Pont de Molins | església monestir | Estil: art romànic 11st century Estat: ruïnós | 42° 19′ 27″ N, 2° 54′ 40″ E / 42.3243°N,2.91119°E | element de la Llista Vermella del Patrimoni bé cultural d'interès local | Canònica de Santa Maria del Roure           | Modifica les dades a Wikidata |
|        | Sant Sebastià de Molins           | Pont de Molins | església          | Estil: arquitectura popular                   | 42° 18′ 57″ N, 2° 55′ 17″ E / 42.3157°N,2.92145°E | bé cultural d'interès local                                             | Església de Sant Sebastià de Pont de Molins | Modifica les dades a Wikidata |

## forn de calç
| imatge | Nom                       | Ubicat a       | instància de | Detalls                                  | coordenades | Protecció                                  | Commons (més fotos)                        | Dades a WD                    |
| ------ | ------------------------- | -------------- | ------------ | ---------------------------------------- | --- | ------------------------------------------ | ------------------------------------------ | ----------------------------- |
|        | Forn de la costa del Pont | Pont de Molins | forn de calç | Estil: arquitectura popular              | 42° 18′ 48″ N, 2° 55′ 25″ E / 42.313313°N,2.923684°E                                                             | bé integrant del patrimoni cultural català | Forn de la costa del Pont (Pont de Molins) | Modifica les dades a Wikidata |
|        | forn de calç              | Pont de Molins | forn de calç | Estil: arquitectura popular 19th century | 42° 18′ 48″ N, 2° 55′ 42″ E / 42.31346°N,2.928276°E ca:Paratge de la Costa del Pont, pel camí dels Forns 44 msnm | bé cultural d'interès local                | Forn de calç (Pont de Molins)              | Modifica les dades a Wikidata |

## granja
| imatge | Nom                  | Ubicat a       | instància de | Detalls | coordenades                                                         | Protecció | Commons (més fotos) | Dades a WD                    |
| ------ | -------------------- | -------------- | ------------ | ------- | ------------------------------------------------------------------- | --------- | ------------------- | ----------------------------- |
|        | Granja d'en Morrolla | Pont de Molins | granja       |         | 42° 18′ 57″ N, 2° 56′ 30″ E / 42.3157212277778°N,2.94177677630117°E |           |                     | Modifica les dades a Wikidata |
|        | Granja d'en Quintana | Pont de Molins | granja       |         | 42° 18′ 53″ N, 2° 56′ 26″ E / 42.3146849526615°N,2.94067347424196°E |           |                     | Modifica les dades a Wikidata |
|        | Granja d'en Segura   | Pont de Molins | granja       |         | 42° 18′ 59″ N, 2° 56′ 15″ E / 42.3162863016365°N,2.93738338448574°E |           |                     | Modifica les dades a Wikidata |
|        | Granja de n'Aimà     | Pont de Molins | granja       |         | 42° 19′ 14″ N, 2° 56′ 11″ E / 42.3204196018912°N,2.93642055857863°E |           |                     | Modifica les dades a Wikidata |

## masia
| imatge | Nom          | Ubicat a       | instància de | Detalls            | coordenades                                                         | Protecció                   | Commons (més fotos)           | Dades a WD                    |
| ------ | ------------ | -------------- | ------------ | ------------------ | ------------------------------------------------------------------- | --------------------------- | ----------------------------- | ----------------------------- |
|        | Can Defís    | Pont de Molins | masia        |                    | 42° 19′ 40″ N, 2° 54′ 52″ E / 42.3276462978153°N,2.91449352505301°E |                             |                               | Modifica les dades a Wikidata |
|        | Can Ferriol  | Pont de Molins | masia        |                    | 42° 19′ 16″ N, 2° 55′ 55″ E / 42.3211646001144°N,2.93203873427338°E |                             |                               | Modifica les dades a Wikidata |
|        | Can Planes   | Pont de Molins | masia        |                    | 42° 19′ 30″ N, 2° 55′ 27″ E / 42.3250593811662°N,2.92424278867001°E |                             |                               | Modifica les dades a Wikidata |
|        | Can Puig     | Pont de Molins | masia        |                    | 42° 19′ 02″ N, 2° 56′ 25″ E / 42.3170893782511°N,2.94024648536265°E |                             |                               | Modifica les dades a Wikidata |
|        | Mas Buac     | Pont de Molins | masia        |                    | 42° 19′ 22″ N, 2° 55′ 37″ E / 42.3226654549117°N,2.92687922211332°E |                             |                               | Modifica les dades a Wikidata |
|        | Mas Calbet   | Pont de Molins | masia        |                    | 42° 19′ 08″ N, 2° 54′ 17″ E / 42.3187854737133°N,2.90463937554703°E |                             |                               | Modifica les dades a Wikidata |
|        | Mas Joer     | Pont de Molins | masia        |                    | 42° 19′ 03″ N, 2° 54′ 53″ E / 42.3175054638979°N,2.91462860740208°E |                             |                               | Modifica les dades a Wikidata |
|        | Mas d'en Sot | Pont de Molins | masia        | Estil: noucentisme | 42° 18′ 36″ N, 2° 56′ 05″ E / 42.3101°N,2.93466°E                   | bé cultural d'interès local | Mas d'en Sot (Pont de Molins) | Modifica les dades a Wikidata |
|        | Mas del Cotó | Pont de Molins | masia        |                    | 42° 19′ 46″ N, 2° 55′ 31″ E / 42.3293290338372°N,2.92536645388046°E |                             |                               | Modifica les dades a Wikidata |

## nucli de població
| imatge | Nom         | Ubicat a       | instància de      | Detalls | coordenades                                                      | Protecció | Commons (més fotos) | Dades a WD                    |
| ------ | ----------- | -------------- | ----------------- | ------- | ---------------------------------------------------------------- | --------- | ------------------- | ----------------------------- |
|        | Molins      | Pont de Molins | nucli de població |         | 42° 18′ 59″ N, 2° 55′ 16″ E / 42.31629564715°N,2.9212048180501°E |           |                     | Modifica les dades a Wikidata |
|        | els Cellers | Pont de Molins | nucli de població |         | 42° 19′ 08″ N, 2° 55′ 47″ E / 42.318766°N,2.92959°E 49 msnm      |           |                     | Modifica les dades a Wikidata |

## pont
| imatge | Nom                       | Ubicat a       | instància de | Detalls                                    | coordenades                                                                                 | Protecció                                  | Commons (més fotos)                        | Dades a WD                    |
| ------ | ------------------------- | -------------- | ------------ | ------------------------------------------ | ------------------------------------------------------------------------------------------- | ------------------------------------------ | ------------------------------------------ | ----------------------------- |
|        | Pont Vell                 | Pont de Molins | pont         | Estil: arquitectura popular Travessa: Muga | 42° 18′ 49″ N, 2° 55′ 44″ E / 42.3136°N,2.92896°E ca:Carrer del pont, a l'entrada del poble | bé cultural d'interès local                | Pont Vell (Pont de Molins)                 | Modifica les dades a Wikidata |
|        | Pont del Molí d'en Calvet | Pont de Molins | pont         | Estil: arquitectura popular Travessa: Muga | 42° 19′ 07″ N, 2° 54′ 19″ E / 42.3187°N,2.90517°E                                           | bé integrant del patrimoni cultural català | Pont del Molí d'en Calvet (Pont de Molins) | Modifica les dades a Wikidata |

## Misc
| imatge | Nom                                 | Ubicat a       | instància de                                                                   | Detalls                                                                                 | coordenades                                                                    | Protecció                   | Commons (més fotos)                  | Dades a WD                    |
| ------ | ----------------------------------- | -------------- | ------------------------------------------------------------------------------ | --------------------------------------------------------------------------------------- | ------------------------------------------------------------------------------ | --------------------------- | ------------------------------------ | ----------------------------- |
|        | Molí d'en Calvet                    | Pont de Molins | molí d'aigua                                                                   | Estil: arquitectura popular                                                             | 42° 19′ 06″ N, 2° 54′ 17″ E / 42.31839°N,2.9047°E ca:Carretera de Les Escaules | bé cultural d'interès local | El Molí d'en Calvet (Pont de Molins) | Modifica les dades a Wikidata |
|        | Pont de Molins                      | Pont de Molins | entitat singular de població ens local històric de Catalunya capital municipal | 572 hab                                                                                 | 42° 18′ 52″ N, 2° 55′ 48″ E / 42.3144°N,2.92996°E 56 msnm                      |                             |                                      | Modifica les dades a Wikidata |
|        | Rectoria de Pont de Molins          | Pont de Molins | rectoria                                                                       | Estil: arquitectura popular                                                             | 42° 18′ 57″ N, 2° 55′ 16″ E / 42.3158°N,2.92114°E                              | bé cultural d'interès local | Rectoria de Pont de Molins           | Modifica les dades a Wikidata |
|        | carrer del Pont                     | Pont de Molins | carrer                                                                         |                                                                                         | 42° 18′ 51″ N, 2° 55′ 46″ E / 42.3141°N,2.92945°E                              |                             | Buildings in carrer del Pont         | Modifica les dades a Wikidata |
|        | casa consistorial de Pont de Molins | Pont de Molins | casa consistorial                                                              |                                                                                         | 42° 18′ 53″ N, 2° 55′ 32″ E / 42.3146669°N,2.9256266°E                         |                             | Ajuntament (Pont de Molins)          | Modifica les dades a Wikidata |
|        | cementiri de Pont de Molins         | Pont de Molins | cementiri                                                                      | Estil: arquitectura popular                                                             | 42° 18′ 56″ N, 2° 55′ 18″ E / 42.31562°N,2.92169°E                             | bé cultural d'interès local | Pont de Molins Cemetery              | Modifica les dades a Wikidata |
|        | la Pedra Dreta                      | Pont de Molins | fita                                                                           |                                                                                         | 42° 19′ 19″ N, 2° 56′ 29″ E / 42.3218631695116°N,2.9412613988247°E             |                             |                                      | Modifica les dades a Wikidata |
|        | serra d'en Jordà                    | Pont de Molins | serra                                                                          |                                                                                         | 42° 19′ 15″ N, 2° 54′ 58″ E / 42.32080833°N,2.91623611°E 156.3 msnm            |                             |                                      | Modifica les dades a Wikidata |
|        | viaducte de la Muga                 | Pont de Molins | viaducte viaducte d'una línia ferroviària d'alta velocitat box girder bridge   | Travessa: Muga Hi passa: LAV Perpinyà-Figueres Llarg: 690m Llum: 60m Anomenat per: Muga | 42° 18′ 50″ N, 2° 55′ 27″ E / 42.313798658350514°N,2.9242211340623063°E        |                             | Viaducto del río Muga                | Modifica les dades a Wikidata |